# Nitrofenoli
I nitrofenoli sono composti aromatici contenenti nella molecola contemporaneamente i gruppi OH e NO2.
Dei più semplici mononitrofenoli esistono tre composti l'orto, il meta ed il para a seconda delle posizioni relative dei gruppi OH e NO2. 
Non si conoscono nitrofenoli in natura.

## Produzione
Si possono ottenere trattando le nitroammine con acido nitroso, od anche per nitrazione diretta del fenolo. Nella nitrazione diretta del fenolo si formano successivamente il 2,4 dinitrofenolo, usato come intermedio per coloranti, e l'acido picrico, 2,4,6-trinitrofenolo esplosivo di colore giallo.

## Proprietà
I nitrofenoli hanno proprietà acide più spiccate dei fenoli.